# کزیروف (دهانه)
کزیروف یک دهانه برخوردی در ماه‌ است.